# 1996 Adams
För andra betydelser, se Adams.
1996 Adams eller 1961 UA är en asteroid i huvudbältet, som upptäcktes 16 oktober 1961 av Indiana Asteroid Program vid Indiana University Bloomington med Goethe Link Observatory. Asteroiden har fått sitt namn efter den brittiske astronomen John Couch Adams.
Asteroiden har en diameter på ungefär 12 kilometer och den tillhör asteroidgruppen Maria.